# Eric Richard Kandel
Eric Richard Kandel (Viena, Àustria 1929) és un metge i professor universitari nord-americà, d'origen austríac, guardonat amb el Premi Nobel de Medicina o Fisiologia l'any 2000.

## Biografia
Va néixer el 7 de novembre de 1929 a la ciutat de Viena, capital d'Àustria. L'any 1939 la seva família decidí fugir davant l'avanç nazi per Europa, establint-se als Estats Units. Després d'aconseguir la nacionalitazat nord-americana va estudiar medicina a la Universitat de Nova York, es doctorà a la Universitat Harvard, i posteriorment fou professor de biofísica a la Universitat de Colúmbia.

## Recerca científica
Interessat en els neurotransmissors, realitzà interessants investigacions al voltant de la memòria i l'activitat de les neurones com a responsables de l'emissió de senyals vers el sistema nerviós. L'any 2000 fou guardonat, juntament amb Arvid Carlsson i Paul Greengard, amb el Premi Nobel de Medicina o Fisiologia pels seus descobriments referents a la transmissió de senyals en el sistema nerviós, i especialment per descriure com la memòria es forma a nivell molecular.